# Paradise is Burning
Paradise is Burning (Paradiset brinner) è un film drammatico svedese del 2023 diretto da Mika Gustafson.

## Trama
Tre sorelle di diversa età, da bambina ad adolescente, vivono senza la presenza della madre. Gli assistenti sociali incominciano a porre delle domande e Laura, la più grande delle sorelle, decide di trovare un sostituto della donna assente.

## Riconoscimenti
- 2024 - Guldbagge
  - Miglior film
  - Migliore scenografia a Catharina Nyqvist Ehrnrooth